# Старк, Фёдор Оскарович
Федор Оскарович Старк, Старк 2-й (16 января 1876 — 3 марта 1939, Carrières-sur-Seine) — русский морской офицер, капитан 1-го ранга. Участник Первой мировой войны. Командир эсминца «Громкий» (1913) и линкора «Ростислав» (1916). Георгиевский кавалер (1916). Участник Гражданской войны в России. В эмиграции во Франции.

## Биография
Родился 16 января 1876 года в дворянском роду Старков шотландского происхождения, отец адмирал О. В. Старк (1846—1928). Братья Александр (1878), герой Цусимского сражения, Владимир (1891) — морские офицеры, участники Белого движения.
Окончил Морской Кадетский корпус в 1898 году, мичман. Закончил Артиллерийский офицерский класс (1906). Закончил Николаевскую Морскую Академию (1913).
Переведён из Балтийского на Черноморский флот. Участник Первой Мировой войны. Капитан 2-го ранга, командир новейшего эсминца «Громкий» (23 декабря 1913 года — 11 сентября 1916 года), начальник 3-го дивизиона эскадренных миноносцев. Обеспечивал разведку и охранение при первом в истории авианосном налёте на турецкий порт Зонгулдак 24 января 1916 года. Капитан 1-го ранга. Награждён Георгиевским оружием (12.1916). С 21 ноября 1916 года и по начало 1918 года командир линкора «Ростислав». После Февральской революции на «Ростиславе» его командир Ф. О. Старк сумел наладить с судовым комитетом нормальные взаимоотношения, дисциплина и боеспособность сохранялись до конца 1917 года. В начале 1918 года корабль в Одессе перешел под контроль Советской власти.
В Гражданскую войну Ф. О. Старк в белом Черноморском флоте. В эмиграции во Франции.
Умер 3 марта 1939 года в Кер-сюр-Сен (фр. Carrières-sur-Seine), похоронен на кладбище Сен-Женевьев-де-Буа.
Жена — Ольга Карловна Старк (1875—1952, Франция), дочь контр-адмирала Г. К. Старка.

## Награды
- Георгиевское оружие (12.1916)[2].